# بكر بن هوازن
بكر بن هوازن، جد جاهلي تعود إليه معظم قبائل هوازن. والده هو هوازن بن منصور بن عكرمة.

## نسبه وولده
هو : بكر بن هوازن بن منصور بن عكرمة بن خصفة بن قيس عيلان بن مضر بن نزار بن معد بن عدنان بن أدد. وأمه: هند بنت جعدة بن غنيّ بن أعصر بن سعد بن قيس عيلان بن مضر بن نزار بن معد بن عدنان بن أدد. يلتقي بنسب النبي محمد في مضُر
أنجب بكر بن هوازن ثلاثة أولاد: معاوية وفيه العدد، وقسيّ وهو ثقيف واسمه منبِّه بن بكر وإليه يرجع كل ثقفيّ. 

## إخوته
- سبع بن هوازن ولا عقب له.

- حرب بن هوازن. يقال أن من بني حرب بن هوازن الأكراد وقد قيل أنهم بنو: كرد بن مرد بن صعصعة بن حرب بن هوازن.[3][4][5]

وقبيلة الحُمْران في السودان تُنسب لبني حرب بن هوازن، وأنهم دخلوا السودان عن طريق الحبشة على أثر خلاف بينهم وبين الحجاج بن يوسف الثقفي.

## زوجاته
- عاتكة بنت سعد بن هذيل بن مدركة بن إلياس بن مضر بن نزار بن معد بن عدنان.[8]
- مها بنت عوذ مناة بن يقدم بن أفصى بن دعميّ بن إياد بن نزار بن معد بن عدنان.

## أبناؤه
- معاوية
- زيد
  - وقتله أخوه معاوية وتحاكم على يد عامر بن الظرب العدواني

وهم أبناء عاتكة بنت سعد بن هذيل.
- منبه.[11]
- سعد.

وهم أبناء مها بنت عوذ مناة.

## ومن أبناء معاوية وسعد بن بكر

### أبناء سعد
وهم بني جشم بن سعد وبني نصر بن سعد وجبل بن سعد أو جبل بن نصر بن سعد، وأما جشم فهم رهط زهير بن صرد الصحابي، ونصر بن سعد فهم رهط حليمة السعدية، وشاور بن مجير السعدي، وأما جبل فهم رهط السوداني الجبلي، وتعتبر سعد بن بكر من عليا هوازن. ومن بني سعد بن بكر: قُطْبة، وكان شريفاً من قادة أهل الشام.

### أبناء معاوية
بنو عامر بن صعصعة بن معاوية وبنو مرة بن صعصعة، ويعرفون بأمهم سلول بن ذهل بن شيبان، وبنو نصر بن معاوية وهم رهط مالك بن عوف، وبني جشم بن معاوية، وأما نصر وجشم فهم من عليا هوازن، مساكنهم في الحجاز وفي عالية نجد قاطنين سابقً ومن بني جشم:
بني عصيمة، وبني عدي، وبني عامر بن جشم، وغزية، وأما غزية فكانت ضخمه على طريقين عالية نجد والحجاز في الجاهلية وفي الإسلام تقطن الحجاز ونجد والمغرب العربي والعراق،
ومن بني عامر بن صعصعة بن معاوية:
بنو كلاب وبنو كعب وبنو نمير وبنو هلال، وقد سادت كلاب وكعب ونمير على نجد واليمامة والأحقاف في صدر الإسلام، ومن أبناء هلال عبد اللّه، ونهيكا، وعبد مناف، وصخرا، وشعثة، وشعيثة، وعائذة، وناشرة، ورويبة
وام شعثه وناشرة ؛قريظة بنت عمرو بن مرّة بن صعصعة جدها مرّة بن صعصعة (بني سلول) والباقي في بيشة من بنو هلال الشعثة من قبائل معاوية، وبنو ناشرة النواشر من قبائل المحلف في بيشة،
يسكنون نمران، الحرف، الحيفة، صوفان وقد تخثعموا في حلف بن خثعم.

## قصته مع أبيه
له هو وأبيه قصه هي : أن هوازن قد مرض، مرض شديداً وام هوازن (سلمى بنت غني) نذرت سلمى لئن برأ لتحمسنه، فلما برأ حمسته فلم تكن نساؤه ينسجنن ولا يغزلن الشعر ولا يسلئين السمن إذا أحرموا، قال : وكانت الحمس إذا أحرموا الا يأتقطوا الاقط، ولا يأكلوا السمن ولا يسلئونه ولا يخضون اللبن ولا ياكلون الزبد ولا يلبسون الوبر ولا الشعر ولا يستظلون به ما داموا حرماً، ولايغزلون الوبر ولا الشعر ولا ينسجنه، وإنما يستظلون بالادم ولا ياكلون شيئاً من نبات الحرم، وكانو يعظمون الأشهر الحرم ولا يخفرون فيها الذمة ولا يظلمون فيها ويطوفون بالبيت وعليهم ثيابهم، ولقد كانُ على الملة الحنيفية

## انضر ايضًا
- هوازن
- قائمة قبائل العرب